# Montesa 4Ride
La Montesa 4Ride, escrit també 4RIDE o Four Ride, és un model de motocicleta de fora d'asfalt -a mig camí entre el trial i el trail- que comercialitza Montesa Honda des del febrer de 2016. La filosofia de la moto és la mateixa que la de la Cota 310 Evasión de la dècada de 1990, un concepte anomenat adventure trail, i ha estat creada a partir de la Cota 4RT 260 del 2013, de la qual hereta el motor (un de quatre temps monocilíndric de 258,9 cc amb refrigeració líquida i canvi de 5 velocitats) i la major part de components. La 4Ride es presentà el novembre del 2015, el mateix any que l'empresa posà a la venda la nova Cota 300RR, i juntament amb les actuals versions de Cota es fabrica en exclusiva, per a tot el món, a les instal·lacions de Montesa Honda a Santa Perpètua de Mogoda (Vallès Occidental).

## Característiques
El motor de la Montesa 4Ride es basa en el de la Cota 4RT 260, amb la principal diferència d'una relació de canvi totalment nova per tal d'adaptar la moto a la nova faceta d'Adventure. La moto disposa del mateix bastidor i basculant d'alumini que la Cota 4RT 260 i incorpora un nou selló, molt més ample i còmode, que millora notablement el confort respecte a les motos de trial actuals (sota el selló hi ha un petit espai portaobjectes). L'estretor del conjunt també ajuda a tocar terra sense problemes. Les suspensions tenen més recorregut que les de la Cota i el fre de disc anterior duu una pinça de quatre pistons. El seu nou dipòsit de benzina, de 4,4 litres de capacitat, li atorga 120 quilòmetres d'autonomia. El color triat per a decorar la nova 4Ride és el típic "vermell Montesa", combinat amb el blanc.

## Versions

### Llista de versions produïdes
| Versió     | Cilindrada | Anys        | Pintura dipòsit |
| ---------- | ---------- | ----------- | --------------- |
| 4Ride 2016 | 258 cc     | 2015 - 2016 | Vermell i blanc |
| 4Ride 2017 | 258 cc     | 2017        | Vermell i blanc |

### Versió 2016
Fitxa tècnica
| 4Ride              | 4Ride                                                                    |
| ------------------ | ------------------------------------------------------------------------ |
| Anys               | 2015 - 2016                                                              |
| CC                 | 258,9                                                                    |
| Diàmetre x Carrera | 78 x 54,2 mm                                                             |
| Compressió         | 10,5:1                                                                   |
| CV                 | ?                                                                        |
| Alimentació        | Sistema d'injecció programada de benzina (PGM-FI) amb papallona de 28 mm |
| Canvi              | 5 velocitats                                                             |
| Suspensió davant   | Forquilla telescòpica Tech                                               |
| Suspensió darrera  | Monoamortidor R16V amb sistema Pro-Link                                  |
| Pneumàtic davant   | 2,75 x 21                                                                |
| Pneumàtic darrera  | 4,00 x 18                                                                |
| Frens davant       | Disc 185 mm                                                              |
| Frens darrera      | Disc 183 mm                                                              |
| Pes en sec         | 81 Kg                                                                    |
| Capacitat dipòsit  | 4,4 litres                                                               |
| Pintura dipòsit    | Vermell i blanc                                                          |

### Versió 2017
Fitxa tècnica
| 4Ride              | 4Ride                                                                    | 4Ride |
| ------------------ | ------------------------------------------------------------------------ | ----- |
| Anys               | 2017                                                                     |       |
| CC                 | 258,9                                                                    |       |
| Diàmetre x Carrera | 78 x 54,2 mm                                                             |       |
| Compressió         | 10,5:1                                                                   |       |
| CV                 | ?                                                                        |       |
| Alimentació        | Sistema d'injecció programada de benzina (PGM-FI) amb papallona de 28 mm |       |
| Canvi              | 5 velocitats                                                             |       |
| Suspensió davant   | Forquilla telescòpica Tech                                               |       |
| Suspensió darrera  | Monoamortidor R16V amb sistema Pro-Link                                  |       |
| Pneumàtic davant   | 2,75 x 21                                                                |       |
| Pneumàtic darrera  | 4,00 x 18                                                                |       |
| Frens davant       | Disc 185 mm                                                              |       |
| Frens darrera      | Disc 183 mm                                                              |       |
| Pes en sec         | 81 Kg                                                                    |       |
| Capacitat dipòsit  | 4,4 litres                                                               |       |
| Pintura dipòsit    | Vermell i blanc                                                          |       |